# Artur Dinter

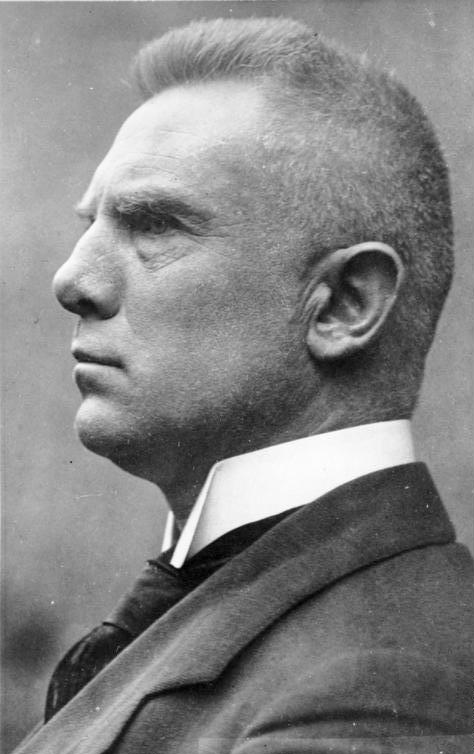
Artur Dinter

Artur Dinter (* 27. Juni 1876 in Mülhausen; † 21. Mai 1948 in Offenburg) war ein deutscher antisemitischer Schriftsteller, Gründer der Deutschen Volkskirche und völkischer Politiker.

## Leben
Artur Dinter wurde in Mülhausen im Elsass als Sohn des Zollrats Joseph Dinter und dessen Ehefrau Berta, geb. Hoffmann, geboren und katholisch getauft. Nach der Ablegung der Reifeprüfung studierte er ab 1895 Naturwissenschaften und Philosophie in München und Straßburg. Von 1901 bis 1903 war er als Assistent für Chemie an der Universität Straßburg beschäftigt. 1903 wurde er mit der abschließenden Bewertung „summa cum laude“ promoviert. Bereits während seines Studiums hatte er schriftstellerische Versuche unternommen. Sein Bühnenstück Die Schmuggler (1906) wurde mit einem ersten Preis ausgezeichnet.
Nach seiner Promotion war Dinter Direktor der botanischen Schulgärten in Straßburg. 1904 ging er als Oberlehrer einer deutschen Schule nach Istanbul. 1905 sattelte er beruflich um und wurde Leiter des Theaters in Thann, in seiner elsässischen Heimat. Von 1906 bis 1908 wirkte er als Regisseur am Stadttheater in Rostock und am Schillertheater in Berlin und gründete gleichzeitig 1908 den „Verband Deutscher Bühnenschriftsteller“ (VDB), aus dem er 1917 ausgeschlossen wurde. Als Direktor leitete er von 1909 bis 1914 außerdem den dazugehörigen Theaterverlag sowie ab März 1910 die Vertriebstelle des Verbandes.
Dem Ausschluss aus dem VDB vorausgegangen war ein Eklat. Dinter hatte am 9. Juni 1914 gegen eine Aufführung des Bühnenwerkes Das Mirakel von Karl Gustav Vollmoeller protestiert, „die das katholische Gefühl verletzen müßte“. Das Publikum verlangte, dass „Dinter entfernt werde“. Die Presse vermutete, es habe sich „um einen plötzlichen Ausbruch hochgradiger Nervosität“ bei Dinter gehandelt. Der VDB sah sich daraufhin zu einer Erklärung veranlasst: „Der Verband deutscher Bühnenschriftsteller betrachtet die Kundgebung des Herrn Dr. Artur Dinter bei aller Achtung vor seinen Empfindungen für unvereinbar mit den Verbandsinteressen.“
Dinter war darüber hinaus Mitglied im antisemitischen und kolonialistischen Alldeutschen Verband.

### Erster Weltkrieg
Am Ersten Weltkrieg nahm Dinter als Oberleutnant der Reserve eines elsässischen Infanterie-Regiments teil und wurde alsbald zum Hauptmann der Reserve befördert und mit dem Eisernen Kreuz 2. Klasse ausgezeichnet. 1915 erkrankte er an Cholera, 1916 lag er wegen schwerer Verwundungen lange Zeit in Lazaretten und musste danach aus dem Militärdienst entlassen werden. Während seines Lazarettaufenthalts hatte er mit den Schriften von Houston Stewart Chamberlain Bekanntschaft geschlossen und wurde rasch zu einem Anhänger der völkischen Bewegung.

### Völkischer Bestsellerautor
1919 ließ er sich als freier Schriftsteller in Weimar nieder, nachdem 1917 sein „sexualantisemitischer“ (Gerhard Henschel) Bestseller Die Sünde wider das Blut erschienen war. In diesem propagandistischen Roman entfaltet Dinter die kontagionistische Theorie, ein einziger Geschlechtsverkehr mit einem Juden würde die Erbgesundheit einer nicht-jüdischen Frau nachhaltig ruinieren. Mehrfach akzentuiert er die angebliche Vorliebe jüdischer Männer für blonde Frauen und daraus entstehende „fatale Konsequenzen“ solcher Verbindungen. Bis 1934 erreichte er eine Gesamtauflage von über 260.000 Exemplaren und setzte die rassistisch-völkischen Vorstellungen seiner Zeit in literarisch eindringliche Stereotype um. So bestärkte er nach dem Ersten Weltkrieg entscheidend den Antisemitismus Wilhelms II. in dessen Doorner Exil. Ermutigt durch den großen Erfolg, machte er den Roman zum ersten Band einer Trilogie, die den Namen Die Sünden der Zeit erhielt.

### Völkische Bewegung und NSDAP
Dinters Denken wurde in den Jahren nach dem Krieg zunehmend radikaler und rassistischer. 1919 hatte er sich bereits an der Gründung des Deutschvölkischen Schutz- und Trutzbundes beteiligt und gehörte bis zu dessen Verbot 1922 dem Vorstand an. Danach wurde er zu einem Gründungsmitglied der Deutschvölkischen Freiheitspartei (DVFP) und trat in näheren Kontakt zu Adolf Hitler. Nach dem NS-Putschversuch in München 1923 wurde Dinter 1924 als Vertreter des Wahlbündnisses „Völkisch-Sozialer Block“ (VSB) in den Thüringischen Landtag gewählt und Fraktionsführer. Zunehmend näherte er sich den Positionen der NSDAP an. Hitler ernannte ihn noch aus seiner Haft in Landsberg am Lech aus zum NSDAP-Gauleiter von Thüringen. Zugleich wurde Dinter Herausgeber der in Weimar erscheinenden Zeitung Der Nationalsozialist. Mit seinen Gefährten aus dem VSB folgten danach harte Auseinandersetzungen, die zu seinem Ausschluss führten. 1925 kam es nach der vorzeitigen Entlassung von Adolf Hitler zur Neugründung der NSDAP, Dinter trat zum 17. April des Jahres der Partei bei (Mitgliedsnummer 5).

### Religiöser Sonderkurs
Bald stellte sich heraus, dass Dinter vorrangig religiöse Ziele verfolgte. 1927 gründete er die „Geistchristliche Religionsgemeinschaft“, die 1934 in „Deutsche Volkskirche“ umbenannt wurde, die eine „arisch-heldische Lehre Jesu“ verkündete. Ihr Ziel war, die christliche Lehre zu „entjuden“. Das Alte Testament wurde als jüdisch abgelehnt. Dinters Sonderkurs führte umgehend zu Konflikten mit Adolf Hitler, der ihn am 30. September 1927 als Gauleiter absetzte. Dinter war darüber tief betroffen und startete in seiner Zeitschrift Das Geistchristentum Attacken auf Hitler, die am 11. Oktober 1928 zu seinem endgültigen Ausschluss aus der NSDAP führten.
Auch in den nächsten Jahren wurde die Polemik gegen Hitler fortgeführt. 1932 wurde er mit seinem „Dinterbund“ sogar Wahl-Konkurrent der NSDAP.

### Das Ende des Weges
Drei Monate nach der Machtübernahme Hitlers beantragte Dinter bei der NSDAP seine Wiederaufnahme, was abgelehnt wurde. 1934 publizierte er Die Deutsche Volkskirche als Dienerin des nationalsozialistischen Volksstaates, womit er sich erneut dem NS-System anzubiedern versuchte. Zunehmend sah er sich von der Gestapo observiert, die ihn für kurze Zeit in Haft nahm. 1937 wurde seine „Deutsche Volkskirche“ von Heinrich Himmler verboten. 1939 wurde er sogar aus der Reichsschrifttumskammer ausgeschlossen und musste sich wegen eines Verstoßes 1942 vor einem Sondergericht in Freiburg im Breisgau verantworten. 1945 wurde er in einem Entnazifizierungsverfahren in Offenburg zu einer Strafe von 1.000 Reichsmark verurteilt. Zwar war seine Außenseiterposition berücksichtigt worden, doch erblickte das Gericht in ihm einen der geistigen Väter der Nürnberger Rassengesetze.
Artur Dinter starb am 21. Mai 1948 in Offenburg im Alter von 71 Jahren.

## Rezeption
Bekannte Parodien auf Dinters Roman Die Sünde wider das Blut sind Die Dinte wider das Blut. Ein Zeitroman (1917) von Hans Reimann und eine von Robert Neumann in seinem Band Unter falscher Flagge (1932) veröffentlichte Parodie. Emil Felden bekämpfte Dinters Antisemitismus entschieden in seinem Roman Die Sünde wider das Volk (1921). In Aufbau bzw. Gliederung dieses Werks bediente er sich, wie Dinter, sowohl eines belletristischen (Haupt-)Teils als auch eines umfangreichen Anmerkungsteils. In diesem Anhang widerlegt Felden Dinters pseudowissenschaftliche antijüdische Vorwürfe mit theologisch-wissenschaftlichen Argumenten, was er zusätzlich durch Zitieren verschiedenster Quellen untermauert.
Der protestantische Theologe, Orientalist und Ordinarius der alttestamentlichen Exegese Hermann Leberecht Strack bezeichnete den Roman als „Sünde gegen die Kunst“, „wider das Vaterland“ sowie als „Sünde gegen die Wissenschaft“. In Dinters theologischen Ausführungen wies er ihm zahlreiche Fehler nach. Der Rassenhygieniker und Lehrstuhlinhaber Fritz Lenz, der einerseits die „Vermischung stark verschiedener Rassen“ wie „Germanen“ und „Juden“ ablehnte, kritisierte nichtsdestoweniger die wissenschaftliche Fundierung des Romans aufs Schärfste: Dinter wolle „über Tatsachen der Rassenbiologie“ aufklären, bedürfe aber dieser Aufklärung zuallererst selbst. Auch die von Dinter vertretene Theorie der Imprägnation bzw. Telegonie (die später vor allem von Julius Streicher in seinem antisemitischen Hetzblatt Der Stürmer propagiert wurde), wonach eine „arische“ Frau nach einmaligem Sexualverkehr mit einem „nicht-arischen“ Mann nie wieder „rassereinen“ Nachwuchs (auch nicht von „arischen“ Partnern) haben könne, wurde von Lenz, der auch in Tierzüchterkreisen einen entsprechenden Aberglauben konstatierte, unter Berufung auf „die zahlreichen Erfahrungen und Versuche der wissenschaftlichen Erblichkeitsforschung“ als wissenschaftlich unhaltbar zurückgewiesen.

## Werke (in Auswahl)
- Jugenddrängen. Briefe und Tagebuchblätter eines Jünglings, 1897
- D’ Schmuggler. Elsässische Komödie. Schauspiel in 4 Akten, 1904 (Uraufführung am 26. September 1908 am Deutschen Volkstheater in Wien)[14]
- Der Dämon. Schauspiel in fünf Akten, 1906 (Uraufführung im Januar 1913 am Stadttheater Eisenach)[15]
- Das eiserne Kreuz. Volksstück in 5 Akten, 1913
- Weltkrieg und Schaubühne, 1916
- Mein Ausschluß aus dem „Verbande Deutscher Bühnenschriftsteller“, 1917
- Lichtstrahlen aus dem Talmud, 1919
- Die Sünden der Zeit (Trilogie)
  - Bd. I: Die Sünde wider das Blut. Ein Zeitroman, 1917
  - Bd. II: Die Sünde wider den Geist. Ein Zeitroman, 1920
  - Bd. III: Die Sünde wider die Liebe. Ein Zeitroman, 1922
- Der Kampf um die Geistlehre, 1921
- Das Evangelium unseres Herrn und Heilandes Jesus Christus, nach den Berichten des Johannes, Markus, Lukas und Matthäus im Geiste der Wahrheit, 1923
- Völkische Programm-Rede im Thüringer Landtag, 1924
- Ursprung, Ziel und Weg der deutschvölkischen Freiheitsbewegung. Das völkisch-soziale Programm, 1924
- 197 Thesen zur Vollendung der Reformation. Die Wiederherstellung der reinen Heilandslehre, 1926